# Лехітув
Лехітув (пол. Lechitów) — село в Польщі, у гміні Вонсош Ґуровського повіту Нижньосілезького воєводства.
Населення — 91 особа (2011).
У 1975-1998 роках село належало до Лешненського воєводства.

## Демографія
Демографічна структура станом на 31 березня 2011 року:
|          | Загалом | Допрацездатний вік | Працездатний вік | Постпрацездатний вік |
| -------- | ------- | ------------------ | ---------------- | -------------------- |
| Чоловіки | 47      | 9                  | 37               | 1                    |
| Жінки    | 44      | 8                  | 26               | 10                   |
| Разом    | 91      | 17                 | 63               | 11                   |